# Slowup

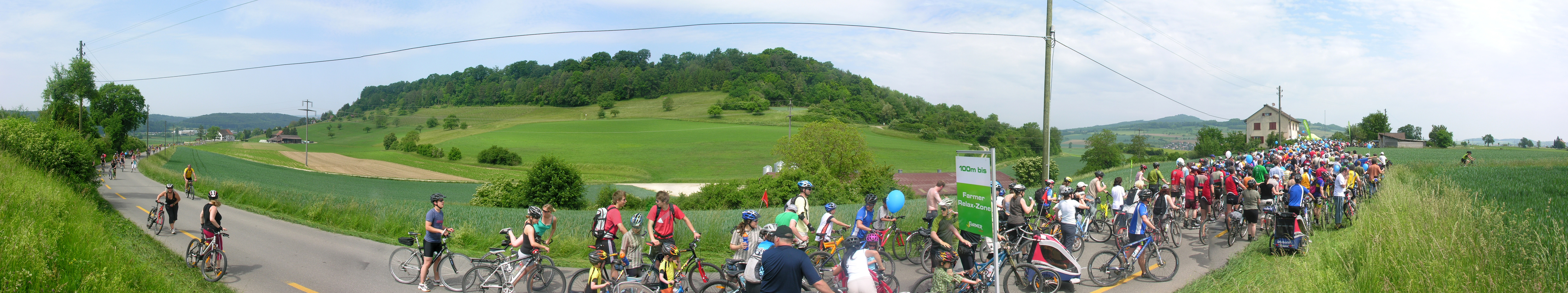
Slowup Schaffhausen-Hegau

Der Slowup (Eigenschreibweise „slowUp“, englisch slow: langsam > slowUp = Kunstwort und Abkürzung für „slow down“ und „pleasure up“) ist ein autofreier Breitensport-Anlass, der mehrmals im Jahr in verschiedenen Regionen der Schweiz, in Liechtenstein und im schweizerisch-deutschen sowie schweizerisch-französischen Grenzgebiet durchgeführt wird. Zu diesem Zweck wird an einem Sonntag im Jahr eine Strecke von 25 bis 70 Kilometern, oft ein Rundkurs, für den Motorfahrzeugverkehr gesperrt (autofrei) und dem nichtmotorisierten Individualverkehr (vorwiegend Fussgängern, Velofahrern und Inlineskatern) vorbehalten.

## Idee und Geschichte

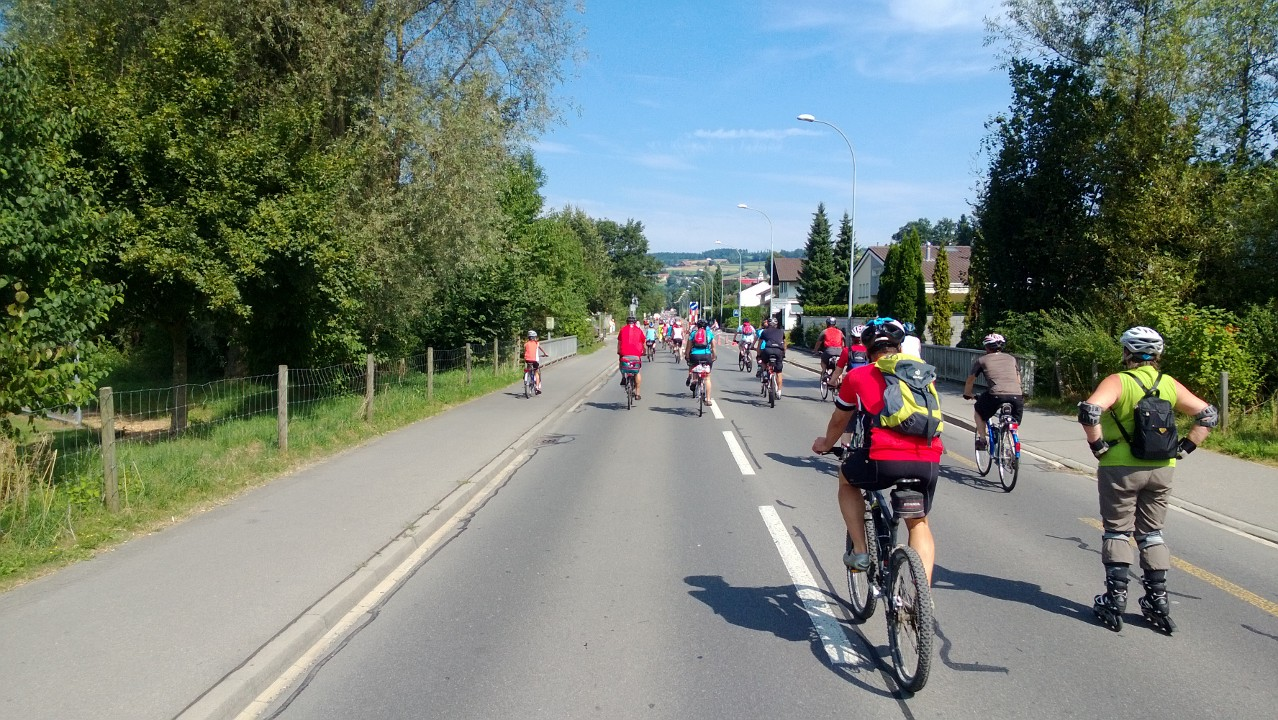
slowup Sempachersee 2013, Sempach

Der erste Slowup fand im Jahre 2000 im Vorfeld der Expo.02 rund um den Murtensee statt. Seither kamen weitere Slowup dazu, so in Genf, rund um den Lac de Joux, im Walliser Rhonetal, um den Greyerzersee, im Jura (Delémont), im Emmental, rund um den Sempachersee, im Seetal, im Dreiländereck Basel, am Hochrhein (Stein-Säckingen), von Schaffhausen in den Hegau, am Bodensee (Romanshorn, Arbon, Amriswil), am rechten Zürichseeufer, im St. Galler Rheintal/Liechtenstein, rund um Schwyz, im Tessin (Locarno-Bellinzona), in Solothurn (Solothurn-Buechibärg), rund um Brugg und am Albulapass.
Eine Sonderrolle nimmt dabei der Mountain Albula ein, da die Strecke über den über 2312 m ü. M. hohen Albulapass führt. Merkmal vieler Slowup ist zudem der internationale Charakter. So führen diverse Slowup durch mehrere Staaten: der Liechtensteiner Slowup durch die Schweiz und Liechtenstein, der Slowup Schaffhausen und Hochrhein je durch die Schweiz und Deutschland. Der Slowup Basel-Dreiland führt durch die Schweiz, Deutschland und Frankreich mit insgesamt sechs Grenzquerungen. Mit 70 Kilometern Länge ist er der längste Slowup.
Jeder Slowup findet an einem anderen Sonntag zwischen April und September statt. Die Teilnehmerzahlen variieren je nach Slowup und Wetter von 2'000 bis über 50'000. Im Jahre 2013 nahmen an den 18 SlowUps total über 400'000 Personen teil. Die Strecken führen oft über landschaftlich attraktive Routen an Gewässern und sind meist sehr flach. Befahren werden sowohl Radwege und Nebenstrassen wie auch Hauptstrassen, wobei dieses Verhältnis je nach Austragungsort unterschiedlich ist. Die Teilnahme ist gratis, die Strecken können während der Sperrzeiten (meistens 10–17 Uhr) frei (ohne Massenstart o. ä.), jedoch ggf. unter Beachtung einer bestimmten Fahrtrichtung (Uhrzeiger- oder Gegenuhrzeigersinn) vom nichtmotorisierten Individualverkehr befahren werden.

## Sponsoring/Festbetrieb

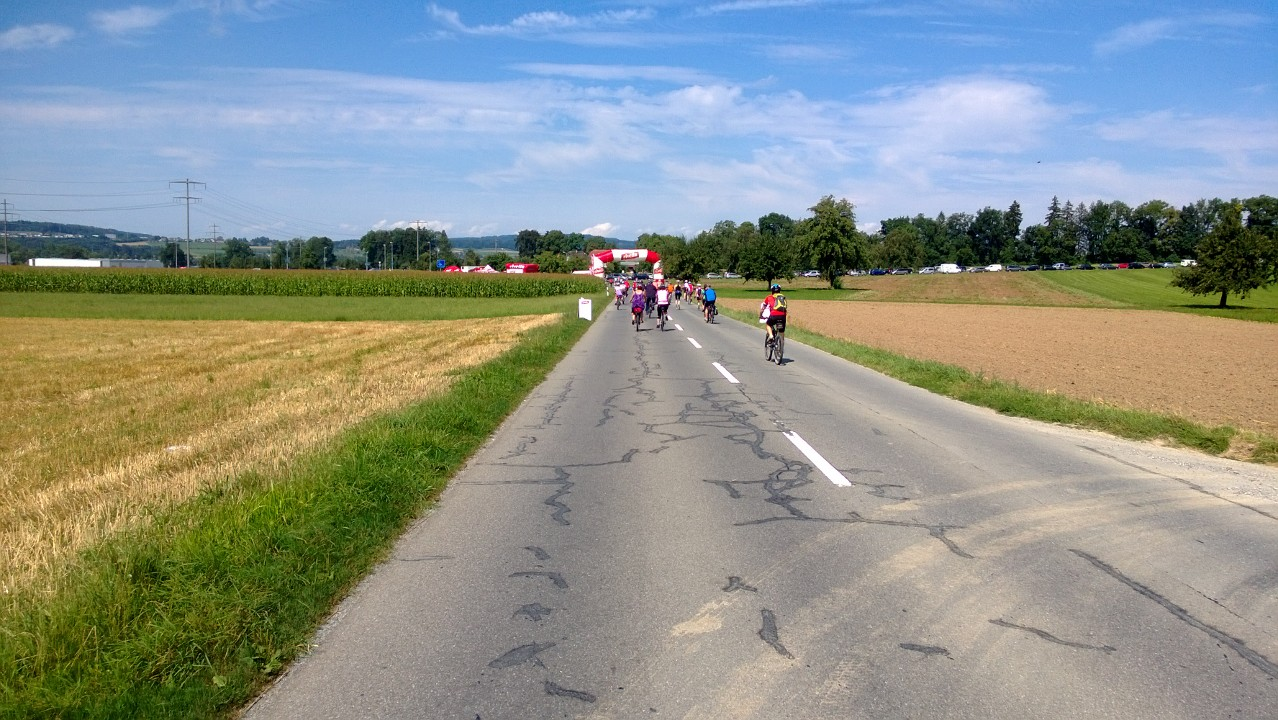
Slowup Sempachersee 2013, Geuensee

In den durchquerten Ortschaften organisieren Vereine wie Musikgesellschaften, Jublas, Turnvereine oft eine Festwirtschaft oder eine Attraktion.
Die Sponsoren sind in regelmässigen Abständen auf der gesamten Strecke verteilt. An diesen werden oft Merchandising-Artikel wie Riegel, Getränke oder Ballons verteilt. Zudem kann man an vielen Ständen an einem Spiel und/oder einem Wettbewerb teilnehmen. Häufig sind diese Flächen mit Sitz- oder Ausruhemöglichkeiten ausgestattet.

## Strecken
Im Jahr 2024 finden die Anlässe auf 18 Strecken in der Schweiz und auf zwei Strecken im grenznahen Ausland statt. Nachfolgend eine Auflistung aktueller und historischer Strecken.
| Name                     | Länge                    | Strecke | Bemerkung                                                                                |
| ------------------------ | ------------------------ | --- | ---------------------------------------------------------------------------------------- |
| Murtensee                | 32 km                    | Entlang des Murtensees mit zusätzlichen Armen Ins–Sugiez/Kerzers–Muntelier                                                                  | 1. Slowup (2000)                                                                         |
| Sempachersee             | 24 km                    | Entlang des Sempachersees mit Verlängerung nach Geuensee                                                                                    | 3. Slowup, Verlängerung nach Geuensee wegen Mindestlänge, alternierend mit Slowup Seetal |
| Bodensee Schweiz         | 43 km                    | Horn–Romanshorn–Amriswil – Muolen–Arbon | 2. Slowup (2002)                                                                         |
| Werdenberg–Liechtenstein | 44 km                    | Vaduz–Schaan–Ruggell–Sax–Sevelen |                                                                                          |
| Schwyz                   | 30 km                    | Schwyz–Brunnen–Lauerz–Goldau–Steinen |                                                                                          |
| Schaffhausen–Hegau       | 38 km                    | Schaffhausen–Thayngen–Gottmadingen–Buch–Ramsen–Gailingen–Dörflingen–Büsingen–Stemmer–Schaffhausen                                           |                                                                                          |
| Valais                   | 38 km                    | Sion–Granges–Sion | Zum Teil keine Rundstrecke                                                               |
| Hochrhein                | 32 km                    | Laufenburg–Laufenburg (Baden)–Murg (Deutschland)–Bad Säckingen (Deutschland)–Stein–Kaisten                                                  |                                                                                          |
| Jura                     | 34 km                    | Courrendlin–Bassecourt–Delémont–Courroux |                                                                                          |
| Vallée de Joux           | 23 km                    | Entlang des Lac de Joux |                                                                                          |
| la Gruyère               | 25 km                    | Bulle–Broc–Corbières–Riaz |                                                                                          |
| Fêtes de Genève          | 26–29 km                 | Genf–Collonge–Gy | bis 2016                                                                                 |
| Seetal                   | 25 km                    | Hochdorf–Hitzkirch–Menziken–Ermensee | Alternierend mit Slowup Sempachersee                                                     |
| Mountain Albula          | 30 km (einen Weg)        | Albulapass (Filisur–Bergün–La Punt) | Einziger Slowup mit Gebirgsstrecke                                                       |
| Emmental-Oberaargau      | 38 km / 25 km (ohne Arm) | Rundkurs: Huttwil–Kleindietwil–Häusernmoos–Dürrenroth Arm: Häusernmoos–Sumiswald                                                            | Velo- und Personentransport Huttwil – Sumiswald mit Dampfzügen der Museumsbahn Emmental  |
| Basel-Dreiland           | 70 km                    | Augst–Basel–Birsfelden–Grenzach–Herten–Huningue–Kaiseraugst–Muttenz–Pratteln–Rheinfelden AG–Rheinfelden (Baden)–Riehen–Weil am Rhein–Wyhlen | Grösster und längster Slow-Up                                                            |
| Zürichsee                | 28 km (einen Weg)        | nördliches Zürichseeufer: Schmerikon–Rapperswil-Jona–Meilen                                                                                 |                                                                                          |
| Solothurn-Buechibärg     | 46 km                    | Solothurn–Zuchwil–Biberist–Schnottwil–Gossliwil–Ichertswil                                                                                  |                                                                                          |
| Ticino                   | 50 km                    | Locarno–Tenero–Gordola–Cugnasco–Sant’Antonino–Camorino–Bellinzona                                                                           |                                                                                          |
| Brugg Regio              | 32 km                    | Brugg–Windisch–Mülligen–Lupfig–Hausen–Umiken–Riniken–Rüfenach                                                                               |                                                                                          |
| Elsass                   | 31 km                    | Sélestat–Châtenois–Bergheim |                                                                                          |
| La Broye                 | 30 km                    | Estavayer-le-Lac–Payerne–Estavayer-le-Lac                                                                                                   | seit 2023                                                                                |

## Weblink
- Offizielle Website von Slowup